# Einar Skeggjason
Einar Skeggjason (n. 1025), también Jarn-Skeggjason, fue un vikingo y bóndi de Stórinúpur, Árnessýsla, Islandia. Era hijo de Skeggi Einarsson, y pertenecía al clan familiar de los Möðruvellingar. Es un personaje de la saga Ljósvetninga, Víga-styrs saga ok Heiðarvíga, y saga Íslendinga. Se casó hacia 1064 con una mujer de quien se desconoce sus vinculaciones familiares, pero tuvo un hijo, Gils Einarsson (n. 1065), de Þverá, Urðir, Eyjafjarðarsýsla.
Gísl casó con Þórunn Björnsdóttir (n. 1068), y de esa relación nacieron tres hijos:
- Þórný Gilsdóttir (1095 - 1150).
- Björn Gilsson (el Viejo), que sería obispo de Hólar.
- Björn Gilsson (el Joven), que sería abad del monasterio de Munkaþverá.